# Włodzimierz III Igorewicz
Włodzimierz III Igorewicz – książę halicki w latach 1206–1208/9. Jego poprzednikiem był Daniel Halicki a następcą  Roman Igorowicz.
Po przegranych walkach mających miejsce pod Zwienigrodem  ks. Włodzimierz III Igorewicz wraz z synem Izjasławem uciekł na wschód. Daniel Halicki, wówczas dziesięcioletni chłopiec, kolejny raz zasiadł na książęcym tronie w Haliczu.